# Света Петка (Черганово)
Вижте пояснителната страница за други значения на Света Петка.
„Света Петка“ или „Света Параскева“ е православна църква в старозагорското село Черганово, България. Църквата е част от Старозагорската епархия на Българската православна църква.

## История
Храмът е изграден в 1882 година с дарения на жителите на селото. В 2017 година на църквата е направен основен ремонт.
Иконостасът на църквата е дело на дебърски майстори от рода Филипови, начело с Йосиф Филипов.